# ポストフラックス
「ポストフラックス」（原題："Once, Upon Time"）は、イギリスのSFドラマ『ドクター・フー』の第13シリーズ第3話であり、Doctor Who: Flux として知られる六部作エピソードの第3部。2021年11月14日にBBC Oneで最初に放送された。

## 制作
脚本はショーランナーであり製作総指揮のクリス・チブナルが執筆した。本作は第5話「宇宙の終わり」や第6話「征服者」と共に第2ブロックに位置付けられており、監督はAzhur Saleemが担当した。
本作では13代目ドクター（演：ジョディ・ウィテカー）とヤズミン・カーン（演：マンディップ・ギル）、およびダン・ルイス（演：ジョン・ビショップ）が登場する。本作に出演したゲスト出演者にはクレイグ・パーキンソンがいるほか、ジョー・マーティンも初代以前のドクター役で再出演した。マーティンの出演はエピソードの放送まで告知されなかった。さらなるゲスト出演者は11月4日に告知された。

## 放送
「ポストフラックス」は Flux と題された六部作の物語の第3部として2021年11月14日に放送された。イギリスでのその晩の視聴者数は376万人で、Strictly Come Dancing (en) や『トップ・ギア』および Countryfile (en) に次ぎ、その日で4番目に多く視聴された番組となった。放送から7日以内に視聴した全プラットフォームでの視聴者数を合計すると、その総数は467万人に達した。その週に放送されたBBC Oneの番組としては6番目に多い視聴者数を獲得したものの、全チャンネルに範囲を拡張すればその日では5番目となり、その週では15番目に落ち込んだ。Audience Appreciation Index の値は75を記録した。
日本では2022年10月25日にHuluでの第13シリーズの配信が報じられ、11月3日より第1話「ハロウィーンの黙示録」および第2話「ソンターラン現る」と共に配信が開始された。日本語字幕版のみであり、吹替版の配信は無い。

## 批評
| 専門評論家によるレビュー | 専門評論家によるレビュー |
| レビュー・スコア         | レビュー・スコア         |
| 出典                     | 評価                     |
| ------------------------ | ------------------------ |
| ラジオ・タイムズ         | [ 16 ]                   |
| The A.V. Club            | B                        |
| インデペンデント         | [ 18 ]                   |
| ザ・テレグラフ           | [ 19 ]                   |

ラジオ・タイムズのパトリック・マルケーンは、「ハロウィーンの黙示録」を発熱の兆候、「ソンターラン現る」を小康状態に喩え、本作については不安で夜中に目が覚めたようなものとし、批判的な立場を取った。彼はストーリー展開が分かりにくく感情移入もし辛いと指摘し、難解に感じられる内容でも一貫性のある内容にすることが重要であるとコメントした。また、彼は『ドクター・フー』の内容が新規視聴者の参入を難しくしていることを指摘し、番組の将来に警鐘を鳴らした。一方で、彼はジョー・マーティンの再出演に高評価を与え、ターディスが嘆きの天使に乗っ取られるというクリフハンガーを賞賛し、今後の展開に期待を寄せた。
The A.V. Club のキャロライン・セイドは、本作が謎の渦巻く面白い作品と単に内容を詰め込み過ぎた作品の狭間に立っていると指摘した。また彼女は登場人物について、ダンとヴィンダーについて友情の掘り下げや悲劇の中心人物としての描写が行われている一方、ヤズは次回の嘆きの天使に話を繋げるための役割しか果たしていないとコメントした。時間の嵐のCGIについてもチープであると批判した。彼女はジョー・マーティンの再出演を喜んだが、クリス・チブナルのシーズンに入ってからの過剰演出が抽象的な議論にそぐわないと批判し、また終盤の展開も混乱していると述べた。最後に彼女は嘆きの天使のクリフハンガーが救済になったとコメントし、次回は混乱と娯楽のバランスがより良いものになることを願った。
インデペンデントのイソベル・ルイスもまた、物語が冒頭部から混乱していると指摘した。彼女も時間の嵐のCGIを批判したほか、今後のストーリー展開に関与しないかもしれない別の時空間でダーレクやサイバーマンが登場したところでそれは無意味であると指摘した。また、ヴィンダーの物語的背景についても彼女は批判的であり、ヴィンダーに精神的外傷を与えた悪役は『イカゲーム』に登場したパントパイムの悪役のようなものであるとした。彼女はドクターが自身と対峙するシーンや天使がターディスを乗っ取るシーンなどについてはシリーズに期待できると述べたが、それを差し引いても本作には無駄が多いと批判し、レビューを終えた。
ザ・テレグラフのマイケル・ホーガンは、サイバーマンの登場自体は予想していたものの、ダーレクとタイムロードの登場は予想外であったと述べ、楽しむことが出来たとコメントした。時間が複雑に交差する様については、チブナルの前任の製作総指揮であったスティーヴン・モファットを引き合いに出し、モファット時代の作風を感じさせると高く評価した。彼は第13シリーズが全体として宇宙と時空間を介した戦いになることについて、壮大な響きがあると肯定的な意見を述べた。彼は第12シリーズの「時を超えた子供たち」の設定が『ドクター・フー』を複雑すぎるものにしかねないことを危惧しつつ、天使のクリフハンガーを絶賛する形でレビューを締め括った。